# إصابة الضربة ورجع الضربة

عندما يصطدم الرأس بجسم ثابت، تحدث إصابة الضربة في موقع الاصطدام وتحدث إصابة رجع الضربة في الجانب الآخر.

في إصابة الرأس تحدث إصابة الضربة تحت موقع الاصطدام بجسم ما وتحدث إصابة رجع الضربة في الجهة المقابلة للمنطقة المصابة. ترتبط إصابات الضربة ورجع الضربة بالكدمات الدماغية، وهي نوع من إصابات الدماغ الرضحية التي يصاب فيها الدماغ بكدمات. يمكن أن تحدث إصابات الانقلاب والتحكم بشكل فردي أو معًا. عندما يصطدم جسم متحرك بالرأس الثابت، تكون إصابات الضربة نموذجية، بينما تحدث إصابات رجع الضربة عندما يصطدم الرأس المتحرك بجسم ثابت.
تعتبر إصابات الضربة ورجع الضربة إصابات دماغ بؤرية -تلك التي تحدث في مكان معين في الدماغ- على عكس الإصابات المنتشرة التي تحدث في منطقة أكثر انتشارًا. إصابة محور عصبي منتشر هي أكثر أمراض ضوابط الانقلاب انتشارًا.
الآلية الدقيقة للإصابات -وخاصة إصابات الضربة- موضوع أدى إلى الكثير من الجدل بشكل عام، تنطوي على تباطؤ مفاجئ في الرأس، مما يؤدي إلى اصطدام الدماغ بداخل الجمجمة. من المحتمل أن يكون هناك قصورًا ذاتيًا في الإصابات، فعلى سبيل المثال عندما يستمر الدماغ في الحركة بعد توقف الجمجمة عن طريق جسم ثابت أو عندما يظل الدماغ ثابتًا بعد أن يتم تسريع الجمجمة بواسطة اصطدام بجسم متحرك. بالإضافة إلى ذلك قد تلعب زيادة الضغط داخل الجمجمة وحركة السائل النخاعي بعد الصدمة دورًا في الإصابة.

## الآليات
قد تحدث إصابة الضربة عندما يخضع الدماغ -أثناء الاصطدام- لقوى تسارع وتباطؤ خطية أو قوى دورانية مما يؤدي إلى اصطدامه بالجانب الآخر من الجمجمة. يمكن أيضًا أن تحدث الإصابات فقط بسبب التسارع أو التباطؤ في حالة عدم وجود تأثير. يمكن أن تنتج إصابة رجع الضربة عن طريق قوى الشد. تعمل هذه القوى بشكل مباشر على تعطيل الخلايا العصبية والمحاور والبنى العصبية والسحائية الأخرى والأوعية الدموية في أنماط محلية أو منتشرة، مما يؤدي عادةً إلى تأثيرات خلوية وكيميائية عصبية واستقلابية مختلفة.

## المميزات

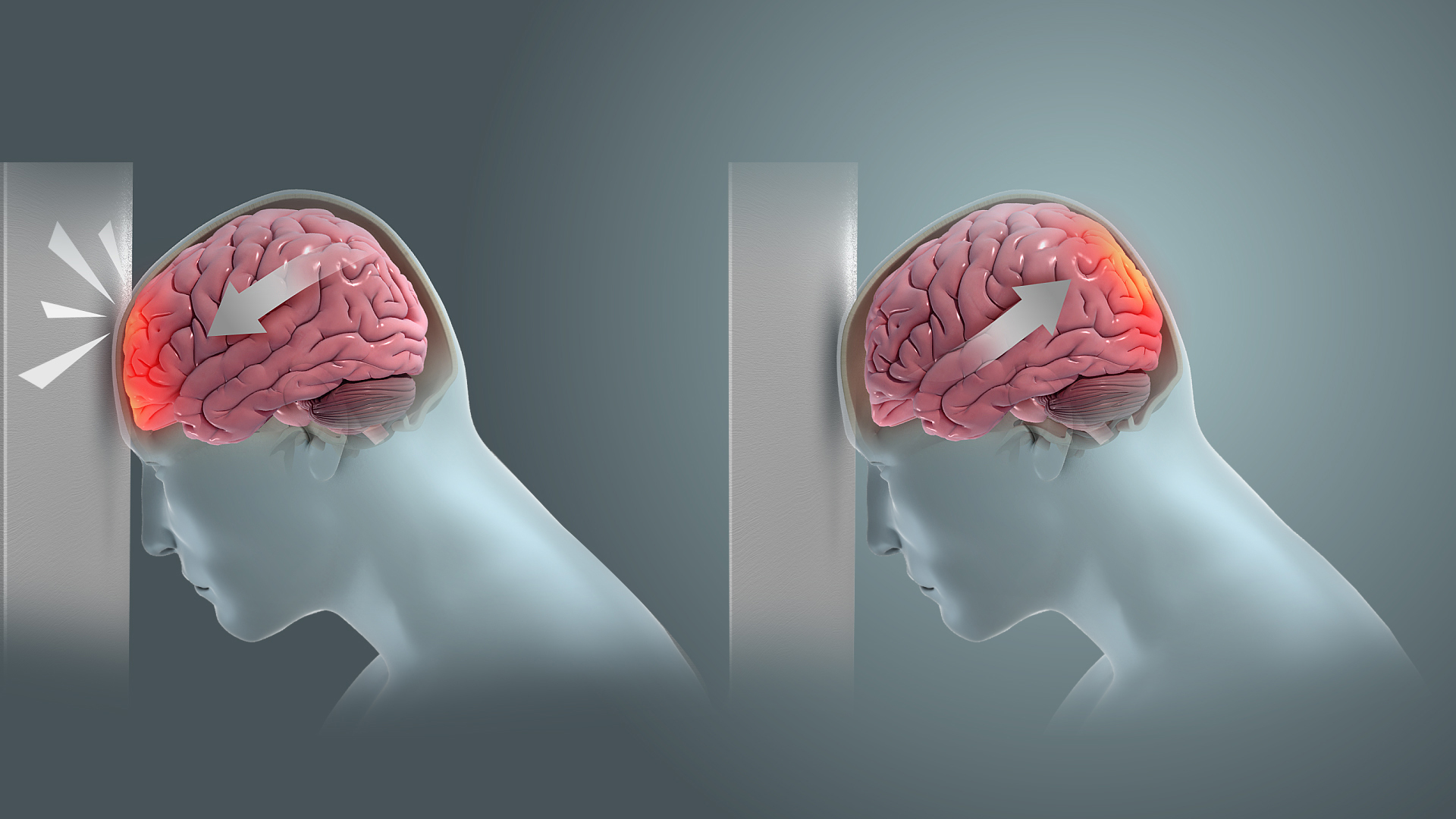
إصابة الضربة ورجع الضربة.

يمكن أن يتسبب الارتطام الذي قد يحدث في متلازمة رعشة الطفل وحوادث السيارات في إصابة محورية منتشرة. في بعض الحالات يمكن أن تسبب إصابة الارتجاج اضطراب الأوعية الدموية الدقيقة أو النزف أو ورم دموي تحت الجافية.
يمكن أن تتسبب إصابة الرأس المغلقة (الضربة ورجع الضربة) في إتلاف أكثر من مواقع الصدمة على الدماغ، حيث قد تتمزق أو تلتوي حزم المحوار، وقد تتمزق الأوعية الدموية، ويمكن أن يؤدي ارتفاع الضغط داخل الجمجمة إلى تشويه جدران البطينين الإصابة المحورية المنتشرة هو المرض الرئيسي في إصابة الدماغ الارتجاجية. قد يتأثر جهاز الرؤية.
تعتبر كدمات رجع الضربة شائعة بشكل خاص في الجزء السفلي من الفص الجبهي والجزء الأمامي من الفص الصدغي. قد تنجم الإصابات التي تحدث في أجزاء أخرى من الجسم غير الدماغ -مثل عدسة العين، والرئة، والجمجمة- أيضًا عن الارتجاج.

## التاريخ
في القرن السابع عشر وصف جان لويس بيتي إصابات رجع الضربة. في عام 1766 نسق الجراح الفرنسي أنطوان لويس اجتماعًا لأكاديمي رويال دي تشيرورجي حول إصابات الضربة، حيث تم تقديم الأوراق وكان سيتم اختيار أحدها لتلقي الجائزة المحترمة -جائزة أكاديمي رويال دي تشيرورجي- لكن لم يُمنح مقدم البحث المختار الجائزة لأنه فشل في إجراء التغييرات الموصى بها. بينما في عام 1768 اجتمعت المجموعة مرة أخرى حول هذا الموضوع وفاز لويس سيباستيان سوكيروت بالجائزة عن ورقته البحثية التي وصفت إصابات رجع الضربة في البشر والتجارب على الحيوانات والتوصية بعلاجات مثل إراقة الدماء وتطبيق الأعشاب على رؤوس المرضى.